# 細尾白甲魚
細尾白甲魚（学名：Onychostoma lepturum），为輻鰭魚綱鯉形目鲤科的其中一種，分布於亞洲越南、寮國及中國，本魚體細長而側扁，尾柄細，吻鈍，口下位，側裂，下頷具有銳利的角質邊緣，被中圓鱗，側線完整，側線鱗46-48枚，身體淡黃色，側面中央的具一條黑色斑紋，有時在側面中央的斑紋之下有一些較薄的斑紋；嘴寬，約1.5倍頭部寬度；成魚不具觸鬚；最後的單一背鰭鰭條細長，尾鰭深叉形，背鰭和尾鰭邊緣紅色，體長可達23.8公分，棲息在水流湍急的溪流。